# Jean-Jacques Mounier
Jean-Jacques Mounier (ur. 12 czerwca 1949 w Lizbonie) – francuski judoka. Brązowy medalista olimpijski z Monachium.
Zawody w 1972 były jego jedynymi igrzyskami olimpijskimi. Po medal sięgnął w wadze do 63 kilogramów. Czterokrotnie stawał na podium mistrzostw Europy (złoto w 1970, 1971 i 1972 w 1972, brąz w 1969). Zdobył szereg medali na mistrzostwach Francji, w tym trzykrotnie zostawał mistrzem kraju seniorów.